# Omar Cook
Pour les articles homonymes, voir Cook.
Omar Cook, né le 28 janvier 1982 à Brooklyn (New York), est un joueur puis entraîneur américain naturalisé monténégrin de basket-ball. Pendant sa carrière de joueur, il évolue au poste de meneur.

## Biographie

### En club
Omar Cook joue au basket-ball au lycée régional de Christ The king à New York avant de rejoindre l'université de Saint John's de New York et l'équipe des St. John's Red Storm qui joue en NCAA.
Cook se déclare à la Draft 2001 de la NBA et est choisi par le Magic d'Orlando en 3e choix du 2e tour (31e position au général) avant d'être échangé pour les Nuggets de Denver où il est libéré. Il signe alors pour les Mavericks de Dallas mais il quitte l'équipe en décembre sans avoir joué. Il rejoint alors la D-League et l'équipe des Patriots de Fayetteville jusqu'en 2005. Il joua entretemps 17 matchs pour la franchise des Trail Blazers de Portland et 5 matchs au profit des Raptors de Toronto en NBA.
Pour la saison 2005-2006, Cook part pour l'Europe et le club belge de Dexia Mons-Hainaut. Il signe ensuite en Russie avec le CSK Samara en 2006-2007 puis effectue une pige d'un mois pour le club de Strasbourg IG en France avant de s'engager pour le club serbe de l'Étoile rouge de Belgrade. Le 26 juin 2008, il part pour l'Espagne et rejoint pour deux saisons l'Unicaja Málaga puis pour deux saisons le Valencia BC en 2010.
En septembre 2014, Cook signe avec le KK Budućnost Podgorica, meilleur club monténégrin, un contrat jusqu'à la fin décembre. En novembre, il établit un nouveau record du nombre de passes décisives dans une rencontre d'EuroCoupe avec 16, battant le précédent record détenu par Travis Diener et Marko Marinović.
Au mois de juillet 2020, il s'engage avec San Pablo Burgos pour la saison 2020-2021 du championnat espagnol.

### Équipe nationale
Omar Cook bénéficie d'un passeport monténégrin et joue pour l'équipe du Monténégro de basket-ball.

### Carrière d'entraîneur
Cook prend sa retraite sportive à la fin de la saison 2021-2022. Il devient entraîneur et rejoint l'équipe du Charge de Cleveland, équipe de NBA G League associée aux Cavaliers de Cleveland, comme entraîneur adjoint au début de la saison 2022-2023. En 2024, Cook est intégré à l'équipe des Cavaliers comme entraîneur adjoint.

## Palmarès
- 2005-2006 : Coupe de Belgique avec Dexia Mons-Hainaut (MVP de la finale)
- 2006-2007 : Vainqueur de l'EuroCup Challenge avec le CSK Samara

## Distinctions personnelles
- sélectionné au tournoi McDonald's All American en 2000
- meilleur passeur de l'Euroligue 2009-2010 (5,9 passes par match de moyenne)
- nommé dans le deuxième meilleur Cinq majeur de D-League en 2001-2002 et 2003-2004
- meilleur intercepteur (2,1 par match) et passeur (8,6 par match) de D-League en 2004-2005
- meilleur passeur de Liga ACB en 2009-2010 (5,7 par match) et 2018-2019 (6,4 par match)